# بحر

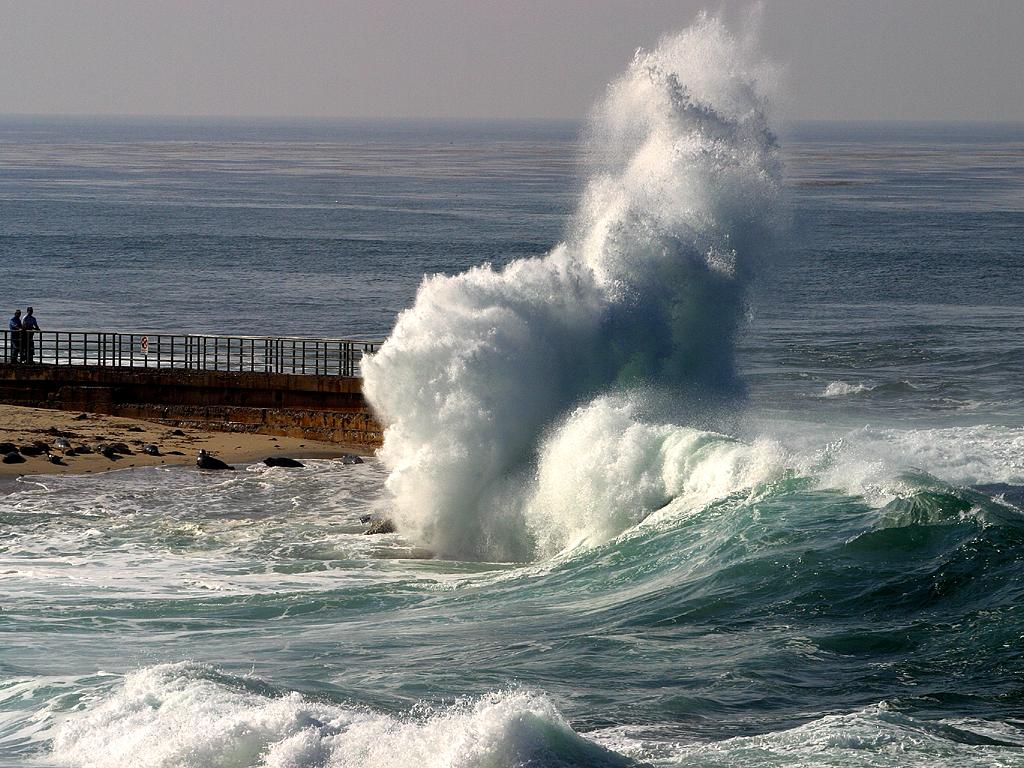
البحر في لا جولا، كاليفورنيا في خليج كاتالينا

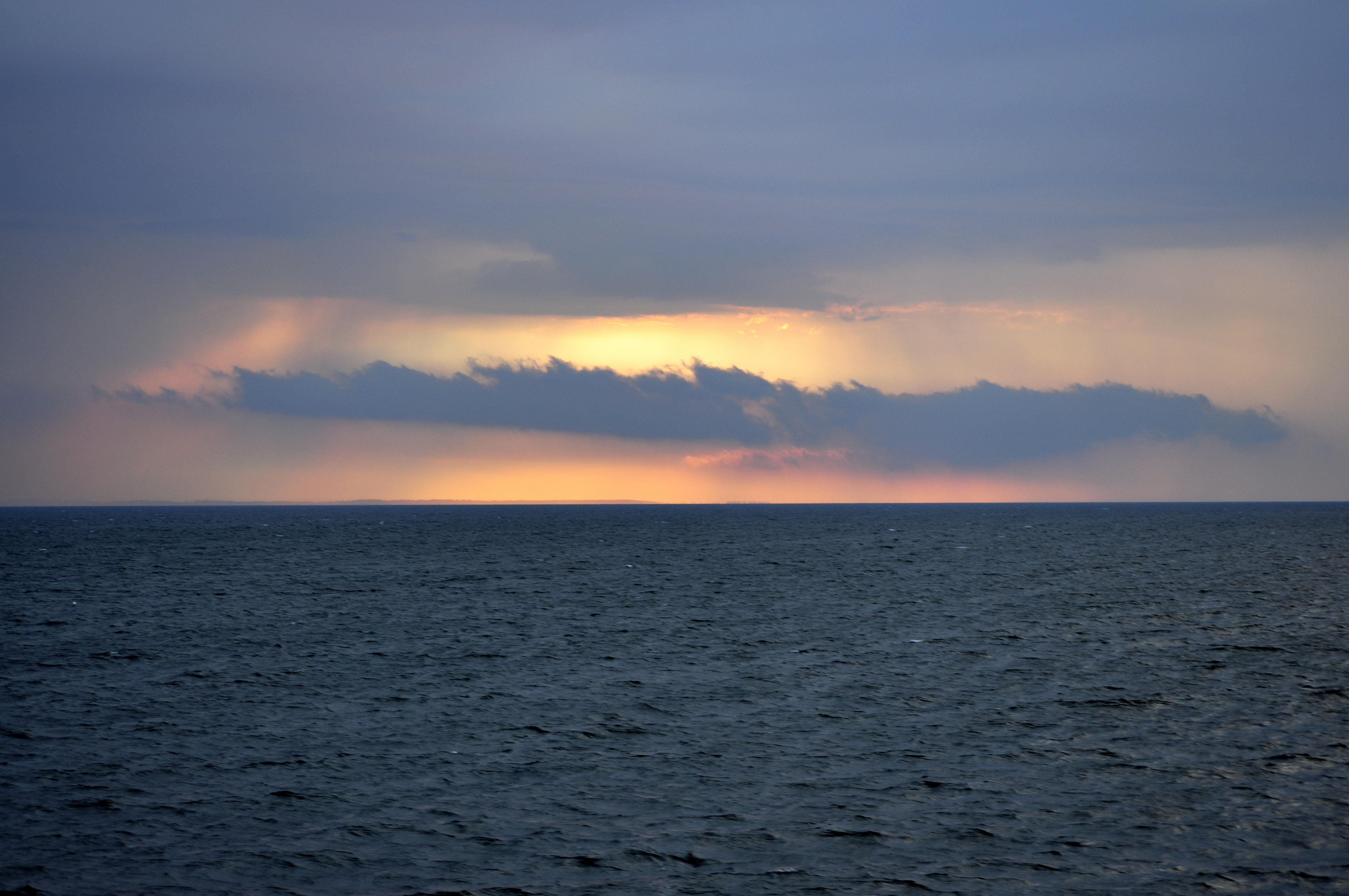
بحر البلطيق كما يبدو من أحد شواطئ بولندا.

البحر يطلق على أي تجمع كبير للمياه المالحة يتصل بالمحيط أو على البحيرات المالحة غير المتصلة ببحار أو محيطات أخرى كبحر قزوين والبحر الميت كما يعد مصطلح البحر مسمى عاماً لكل تجمع لا بحري أكبر من الخور وأصغر من المحيط. كان العرب قديماً يستخدمون مصطلح بحر على أي تجمع للماء الكثير مالحاً كان أو عذباً ولم يستخدموا كلمة محيط فقد كانوا يطلقون على المحيط الأطلسي مسمى بحر الظلمات.

## الحياة في البحار
يشغل البحر مساحة من سطح الأرض أكبر مما تشغله اليابسة وهو موطن للملايين من الكائنات وتعيش في البحر حيوانات ونباتات من مختلف الأشكال والألوان والأحجام، وحيوانات البحر ونباتاته هامة جداً بالنسبة للإنسان كمصدر للطعام فهناك من حيوانات البحر مثل السرطان والجراد والأسماك والعديد من أنواع الأسماك الصدفية التي يمكننا تناولها كطعام.

## تاريخ البحار

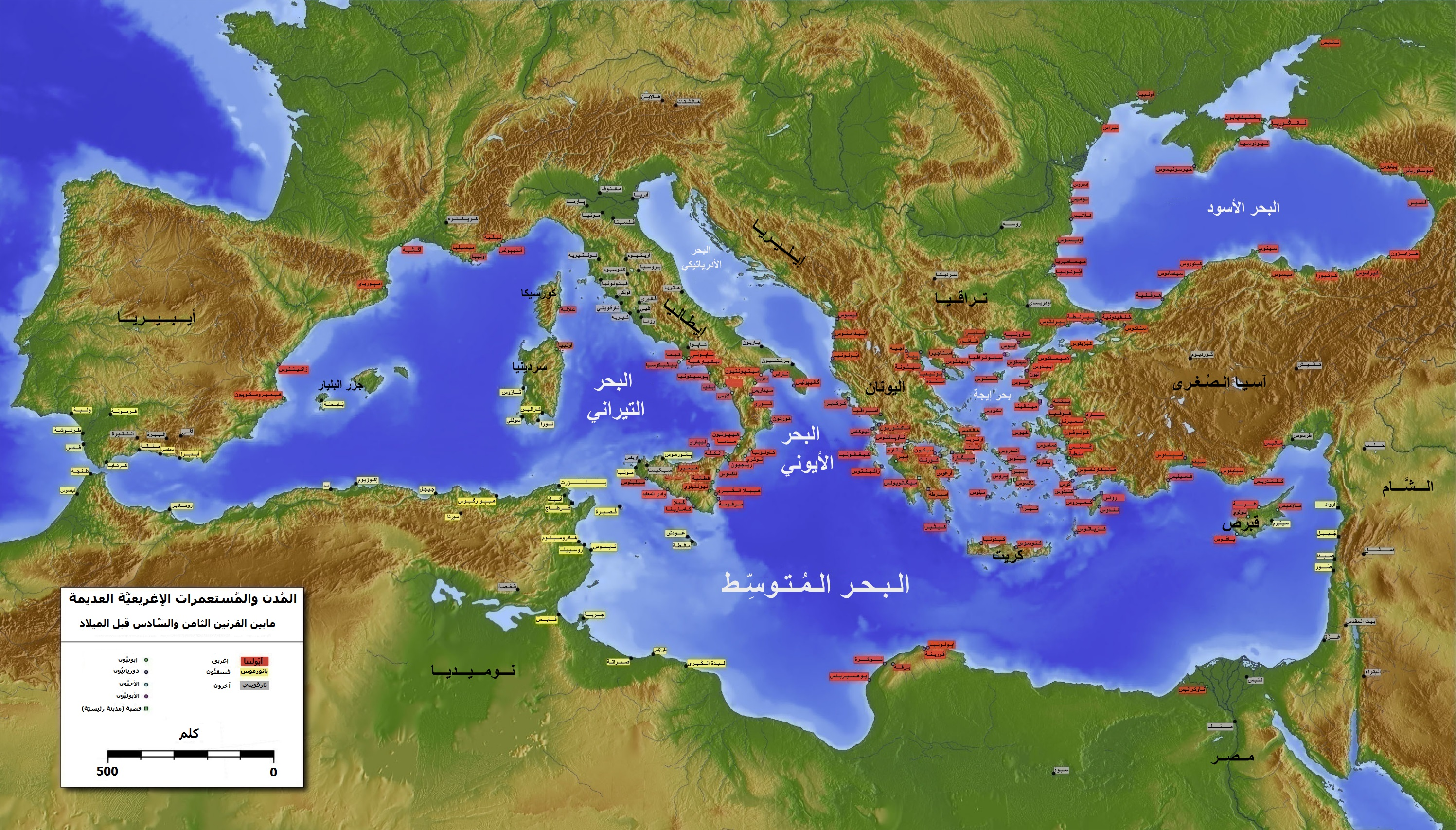
الفينيقية (الأصفر) واليونانية (أحمر) مستعمرات في البحر الأبيض المتوسط في القرون 8 إلى 4 قبل الميلاد

عرف الإنسان الملاحة في البحار منذ العصور القديمة. وقدماء المصريين والفينيقيين أول من أبحر في البحر الأبيض المتوسط والبحر الأحمر، في حين كان هانو أول المستكشفين المعلقين على البحر الذي توجد معلومات كثيرة في العصر الحديث عنه. أبحر هانو على طول البحر الأحمر ووصل في النهاية إلى شبه الجزيرة العربية وساحل أفريقيا وذلك حوالي 2750 قبل الميلاد
.

## الفرق بين البحر والمحيط
الفرق بين البحر والمحيط يعتمد على عدة عوامل، وهي الحجم، طبيعة السواحل، عمق القاع، درجة ملوحة المياه.
بالنسبة لمساحة البحر فهي أصغر من المحيط، وعمق البحر لا يزيد عن 2000 متر، ومن الفوارق الأساسية بين البحر والمحيط أن:
البحر مساحة محاطة باليابسة بنسب وأشكال مختلفة، كما تتميز البحار عن المحيطات بوجود تنوع بيولوجي فيها أكبر من التنوع المتوفر في المحيطات الاختلاف في عمق البحر والمحيط يجعل البحر أكثر تأثراً بكثير من الظواهر الطبيعية أهمها ظاهرة المد والجزر، كما يجعلها شديدة التأثر بظاهرة الاحتباس الحراري.
تتكون الحياة النباتية للشاطئ أساساً من أنواع مختلفة من الطحالب، وهناك نوعان من الطحالب:
النوع الأول الطحالب التي تجرفها التيارات والطحالب الثابتة، والنوع الأول صغير الحجم جداً وأغلبه يتكون من خلية واحدة ولكنها تستطيع أن تنمو مثل أي نبات آخر، أما النوع الثاني الطحالب الثابتة أو طحالب البحر فهي كبيرة الحجم من ألوان متعددة.
وتعتبر الطحالب أكثر النباتات أهمية لأنها تزود الملايين من حيوانات البحر بما تحتاج إليه من طعام كما تصلح أيضا غذاء للإنسان.

## شاطئ البحر

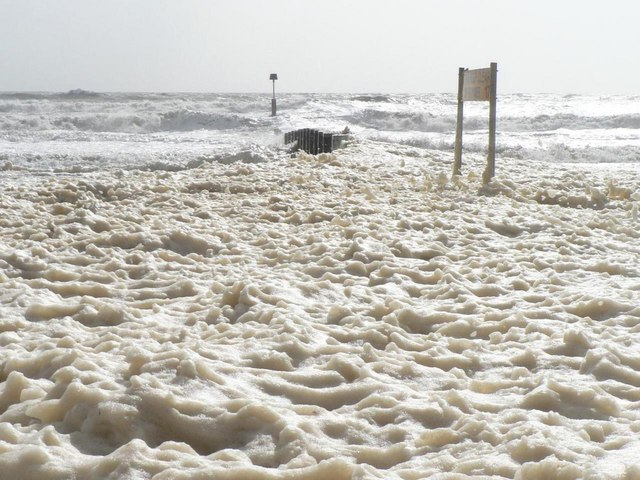
تشكل رغاوي عند تكسر أمواج البحر الهائج على الساحل

هناك مثلاً في مصر توجد شواطئ لأربع بحار البحر الأبيض المتوسط، البحر الأحمر، بحيرة قارون، خليج السويس. قسم من شاطئ البحر المتوسط والأحمر تمتلكه مؤسسات مختلفة أما بحيرة قارون فهي كبيرة وتوجد في قلب الصحراء.

## حركة البحر
حركة البحر عبارة عن مد وجزر.
كما يوجد تيارات بحرية أيضاً ولها أثرها في حركة المياه.
ويلاحظ تاثير القمر على حركتي المد والجزر.

## اللون الأزرق للبحر
يتكون الضوء من عدة ألوان لا تجري في الماء على الشكل نفسه. يتوقف الأحمر عند عمق 4 أمتار، أما الأصفر فحوالي ال10 أمتار. وحده الأزرق يتسلسل حتى 100 متر وما من لون يستطيع أن يخرق أكثر من 200 إلى 300 متر، بعد ذلك يصبح الأسود عاماً، فاللون المسيطر إذاً هو الأزرق. ولكن حسب الأعماق والأوقات، قد يبدو لنا البحر رماديا أو أخضر ويرجع اللون الأخضر إلى وجود طحالب في المياه.

## أهمية البيئة البحرية
البيئة البحرية بشكل عام لها أهمية كبيرة في حياة الإنسان، واستخدام البحار لما فيه صالح البشرية قديم قدم التاريخ وتتبدى أهمية البيئة البحرية من خلال تحقيق التوازن المناخي حيث تتسم البحار والمحيطات بارتفاع درجة حرارتها النوعية مما يتيح لها امتصاص كميات كبيرة من الحرارة الواصلة إليها من الطاقة الشمسية، وهذا التعرض للأشعة الشمسية ودرجات الحرارة المرتفعة يؤدي إلى تبخر مياه البحار وارتفاع ذراتها إلى الأعلى بفعل الرياح الصاعدة حيث تتجمع على هيئة سحب تندفع باتجاه اليابسة تحت تأثير الرياح والعوامل الجوية الأخرى مكونة الأمطار مصدر الماء العذب وتبدو أيضاً أهمية البيئة البحرية من خلال قدرة البحار والمحيطات على امتصاص غاز ثاني أكسيد الكربون من الجو، وذلك من خلال عملية التمثيل الكلوروفيلي التي تقوم بها النباتات البحرية فتحول ذرات الكربون إلى نباتية وينطلق غاز الأوكسجين ليذوب في الماء ويتيح التنفس للكائنات الحية في البيئة البحرية.
وإضافة لما للبيئة من أهمية حيوية فإن لها أيضاً أهميتها الاقتصادية التي تنفرد بها عن غيرها من البيئات الأخرى من حيث كونها مصدراً للغذاء، فالأسماك البحرية تشكل مصدراً رئيسياً للغذاء لدى عدد كبير من الشعوب البحرية كما تذخر البيئة البحرية بالموارد الحية الأخرى بخلاف الأسماك التي تأتي في مقدمة الموارد الحية للبيئة البحرية، فهناك الحيوانات البحرية الأخرى المعروفة لنا مثل القشريات واللؤلؤ والمرجان إضافة للنباتات البحرية ونذخر البيئة البحرية أيضاً بمصادر هائلة من الموارد المعدنية والنفط والغاز الطبيعي وغيرها من الثروات المعدنية.
وتكمن أهمية البيئة البحرية أيضاً من حيث كونها طريقاً للمواصلات، ويقوم البحر أيضاً بدور الوسيط في تبادل السلع حيث يعتبر النقل البحري أفضل وسائل النقل في تبادل كميات كبيرة من السلع عبر المسافات الطويلة.
وللبيئة البحرية العربية أهمية كبرى من ناحيتين اقتصادية واستراتيجية، حيث تعتبر الدول العربية دولاً بحرية، وهذا الوضع الجغرافي للمنطقة يجعلها ذات أهمية اقتصادية واستراتيجية كبيرة حيث أن الدول العربية توجد في موقع فريد يجعلها تتوسط ثلاث قارات هامة (آسيا وأفريقيا وأوروبا) وتمتد سواحلها الطويلة من المحيط الأطلنطي غرباً إلى المحيط الهندي والخليج العربي شرقاً، وتسيطر الدول العربية على ممرات وطرق مستعملة للملاحة الدولية في غاية الأهمية الاستراتيجية وهي مضيق باب المندب ومضيق هرمز ومضيق تيران مضيق جبل طارق وقناة السويس التي تربط بين الشرق والغرب.
ومن الناحية الاقتصادية فإن البيئة البحرية العربية تذخر بالثروات حيث تعتبر المنطقة البحرية العربية من المناطق الغنية بالثروة السمكية والثروات الحية المختلفة والثروات المعدنية ويرجع السبب في ذلك إلى طول الشواطئ العربية حيث تبلغ طولي (23830) كيلو متر تقريباً، وتشير التقديرات إلى أن المخزون الاحتياطي لهذه الثروة الغذائية الهامة يبلغ 8.7 مليون طن. ولا تقتصر أهمية البيئة البحرية العربية على إنتاج الأسماك فحسب بل أن المنطقة البحرية العربية يوجد فيها كميات هائلة من الثروات الطبيعية الأخرى الحية، حيث يوجد الإسفنج والأصداف والقشريات والطحالب البحرية والعديد من الثروات الأخرى.
وهكذا نرى أن البيئة البحرية العربية ذات أهمية اقتصادية لما تحتوي من مخزون ضخم من الثروات المعدنية والغذائية وكذلك للبيئة البحرية العربية الأهمية الاستراتيجية الكبرى فالمنطقة البحرية العربية منطقة إستراتيجية للنقل والملاحة التجارية وهذه الأهمية الخطيرة للمنطقة البحرية العربية تدعو إلى الاهتمام الكبير بالدفاع عن البيئة البحرية العربية من أخطار التلوث وفي هذا المضمار تولي الغالبية العظمى من الدول العربية مشاكل تلوث البحار أهمية كبيرة عن طريق القيام بالدراسات الميدانية وعقد المؤتمرات والندوات العلمية لمناقشة المشاكل المتعلقة بالتلوث البحري والتوصل لحلول مناسبة لها والاشتراك في الاتفاقيات البحرية الإقليمية والدولية والتعاون مع المنظمات البحرية التابعة للأمم المتحدة من أجل المحافظة على البيئة البحرية العربية من خطر التلوث واتخاذ الإجراءات الوقائية التي تحمي تلك البيئة من أخطار التلوث المحيطة بها.

## النباتات البحرية
تتكون الحياة النباتية للشاطئ أساساً من أنواع مختلفة من الطحالب، وهناك نوعان من الطحالب - الطحالب التي تجرفها التيارات والطحالب الثابتة، والنوع الأول صغير الحجم جداً وأغلبه يتكون من خلية واحدة ولكنها تستطيع أن تنمو مثل أي نبات آخر، أما النوع الثاني الطحالب الثابتة أو طحالب البحر فهي كبيرة الحجم من ألوان متعددة.
وتعتبر الطحالب أكثر النباتات أهمية لأنها تزود الملايين من حيوانات البحر بما تحتاج إليه من طعام كما تصلح أيضا غذاء للإنسان.

## قائمة البحار

### المحيط الأطلسي
| - البحر الأدرياتيكي - بحر إيجة - بحر البوران - بحر الأرجنتين - خليج بسكاي - خليج بوثنيا - خليج كامبيشي - خليج فندي - بحر البلطيق - البحر الأسود | - بحر باثينيان - البحر الكاريبي - البحر الكلتي - خليج تشيزبيك - مضيق دافيس - مضيق الدنمارك - بحر المانش - خليج بوثنيا - خليج غينيا | - خليج فنلندا - خليج المكسيك - خليج سرت - خليج سانت لورنس - خليج فنزويلا - البحر الأيوني - البحر الأيرلندي - بحر لابرادور - البحر الليغوري - بحر مرمرة | - البحر الأبيض المتوسط - بحر ميرتون - بحر الشمال - بحر النرويج - بحر سرقوسة - بحر آزوف - بحر كريت - بحر الهبرديس - بحر تراقيا - البحر التيراني - بحر وادن |

### المحيط المتجمد الشمالي
| - خليج أموندسن - خليج بافن - بحر بارنتس - بحر بيوفورت | - بحر بيرنغ - بحر تشوكشي - بحر سيبيريا الشرقي - بحر غرينلاند | - خليج هدسون - خليج جيمس - بحر كارا - مضيق كارا | - بحر لابتيف - بحر لنكولن - بحر الأمير كوستاف أدولف - بحر بيتشورا - البحر الأبيض |

### المحيط المتجمد الجنوبي
| - بحر كوزموناتس - بحر التعاون - بحر بلنغهاوزن | - بحر أموندسن - بحر ماوسن - بحر لازاريف | - بحر ديفس - بحر دورفيل - بحر ودل - بحر الملك هاكون السابع | - بحر سوموف - بحر روس - بحر سكوتيا - بحر ريسر لارسن |

### المحيط الهندي
| - بحر العرب - البحر الأحمر | - خليج عدن - خليج عمان - الخليج العربي | - قناة موزمبيق - خليج البنغال | - بحر أندامان - بحر تيمور |

### المحيط الهادئ
| - بحر آرافورا - بحر باندا - بحر بيرنغ - بحر بيسمارك - بحر بوهاي - بحر بوهول - بحر كاموتس - بحر سيليبس - بحر سيرام | - البحر التشيلي - بحر شيلوي - بحر المرجان - بحر الصين الشرقي - بحر فلوريس - خليج ألاسكا - خليج كاليفورنيا - خليج كاربنتاريا - خليج تايلاند | - بحر هلماهرا - بحر جاوة - بحر كورو - بحر مالوكا - بحر الفلبين - بحر ساليش - بحر سافو - بحر اليابان - بحر أوخوتسك | - بحر سيتو الداخلي - بحر سيبويان - بحر سليمان - بحر الصين الجنوبي - بحر سولو - بحر تسمان - بحر بيسايا - البحر الأصفر |

### بحار مغلقة
| - بحر آرال - بحر قزوين - بحيرة تشاد | - البحر الميت - بحيرة طبرية | - بحيرة فان |

## مزيد من القراءة
- القرغولي، محمد جواد (2012). «المختصرات البحرية الدولية». (الطبعة الأولى)، مراجعة ديانا زويد، دار الجنان للنشر والتوزيع (ردمك 9796500042534)

## وصلات خارجية
- محيطات على مشروع الدليل المفتوح